# Lijn 10 (metro van Shanghai)
Lijn 10 is een lijn van de metro van Shanghai. De lijn loopt van noordoost naar zuidwest, van Jilong Road in het noorden van het stadsdeel Pudong  naar Station Shanghai Hongqiao in het stadsdeel Minhang. Een deel van de treinen rijdt in Minhang na station Longxi Road via een zijtak van de lijn naar eindpunt Hangzhong Road.
Lijn 10 bedient beide terminals van Luchthaven Shanghai Hongqiao. De lijn is volledig geautomatiseerd, en de gebruikte lijnkleur is lichtpaars.
Op 26 december 2020 werd de lijn in het noorden verlengd, onder de Huangpu-rivier en verschoof de noordelijke terminus van de lijn van Xinjiangwancheng in het stadsdeel Yangpu naar Jilong Road in Pudong.